# Хэй, Джордж, 8-й граф Кинньюл
Джордж Генри Хэй, 8-й граф Кинноулл (англ. George Henry Hay, 8th Earl of Kinnoull; 23 июня 1689 — 28 июля 1758) — британский пэр и дипломат. С 1709 по 1719 год он носил титул учтивости — виконт Дапплин.

## Биография
Родился 23 июня 1689 года. Старший сын Томаса Хэя, 7-го графа Кинноулла (1660—1719), и достопочтенной Элизабет Драммонд (? — 1695), дочери Уильяма Драммонда, 1-го виконта Стреттелана, и Элизабет Джонстон.
В 1708 году он попал под крыло Роберта Харли, 1-го графа Оксфорда и графа Мортимера, должность которого была равна должности премьер-министра. Он женился на дочери графа Оксфорда в 1709 году, и его положение зятя оказалось выгодным. Он был членом так называемого «Октябрьского клуба тори».
В 1710 году Джордж Хэй стал депутатом Палаты общин Великобритании от Фоуи до 1711 года. 31 декабря 1711 году для него был создан титул 1-го барона Хэя из Пидвардайна, графство Херефордшир (Пэрство Великобритании). Он был создан вместе с одиннадцатью другими, которые стали известны как Дюжина Харли, с целью поддержки мирной политики правительства тори в отношении лордов, в которых ранее доминировали виги. Затем он стал кассиром казначейства в 1711—1714 годах. Уильям Бромли написал по случаю принятия виконтом Дапплином этой должности в 1711 году, что он был «таким милым джентльменом, которого все так любили».
Он был избран членом Королевского общества в марте 1712 года. В 1713 году он купил Бродсворт-холл, Йоркшир, у семьи Уэнтуортов и перестроил дом.
Во время восстания якобитов в 1715 году он был заключен в тюрьму в лондонском Тауэре с 21 сентября того же года по 24 июня 1716 года за предполагаемые якобитские симпатии. Его обвинили в заговоре на заговоре Аттербери 1722 года, но ходатайство о расследовании было отклонено Палатой лордов, 64 голосами против 29, хотя сам граф проголосовал за расследование.
5 января 1718 года после смерти своего отца Джордж Хэй унаследовал его титулы и владения, став 8-м графом Кинноуллом. В 1720 году он сильно проиграл в «Компании Южных морей». Граф был назначен послом Великобритании в Османской империи 16 мая 1729 года. Он прибыл в Константинополь 15 апреля 1730 года. Отозванный 19 августа 1735 года, он покинул Турцию осенью 1736 года.
Он умер в Эшфорде, графство Суррей, 28 июля 1758 года.

## Брак и дети
Около 1 сентября 1709 года Джордж Хэй женился на леди Эбигейл Харли (? — 18 июля 1750), старшей дочери Роберта Харли, 1-го графа Оксфорда, и Элизабет Фоули. У них было четверо сыновей и шесть дочерей:
- Томас Хэй, 9-й граф Кинноулл (4 июля 1710 — 27 декабря 1787), старший сын и преемник отца
- Роберт Хэй-Драммонд (10 ноября 1711 — 10 декабря 1776), принявший имя и герб Драммонда, как наследник престола своего прадеда Уильяма Драммонда, 1-го виконта Стреттелана и ставший архиепископом Йоркским
- Джон Хэй (1719—1751), ректор Эпворта
- Эдвард Хэй (1722 — 21 октября 1779), британский дипломат и губернатор Барбадоса (1772—1779)
- Леди Маргарет Хэй, умерла незамужней
- Леди Элизабет Хэй (? — 15 сентября 1791), умерла незамужней
- Леди Энн Хэй, умерла незамужней
- Леди Абигейл Хэй (1716 — 7 июля 1785), умерла незамужней
- Леди Генриетта Хэй (1717 — 9 октября 1798), вышла замуж 30 июля 1754 года за Роберта Ропера, канцлера Йоркской епархии
- Леди Мэри Хэй (1723 — 26 августа 1805), вышла замуж 5 августа 1758 года за Джона Хьюма (ок. 1706—1782), епископа Оксфорда и Солсбери.

## Титулатура
- 8-й граф Кинньюл (с 5 января 1718)
- 8-й виконт Дапплин (с 5 января 1718)
- 8-й лорд Хэй из Кинфаунса (с 5 января 1718)
- 1-й барон Хэй из Пидвардайна (с 31 декабря 1711)
- 2-й виконт Дапплин (с 5 января 1718).